# Zygfryd I (palatyn reński)
Zygfryd I z Ballenstedt (zm. 9 marca 1113) – palatyn reński od 1095 i hrabia Weimaru-Orlamünde od 1112, z dynastii askańskiej.

## Życiorys
Zygfryd był synem hrabiego Ballenstedt Adalberta i Adelajdy, córki margrabiego Miśni Ottona z Weimaru-Orlamünde. Jego matka po śmierci ojca, wyszła dwukrotnie za mąż, za dwóch kolejnych palatynów reńskich: Hermana II i Henryka II. Zygfryd, chociaż pochodzący z kręgów wschodnio-saskiej arystokracji, pozostającej w konflikcie z władcami Niemiec z dynastii salickiej, należał do stronnictwa cesarza Henryka IV Salickiego.
Za sprawą związków swej matki po bezpotomnej śmierci ojczyma Henryka II (który adoptował Zygfryda) został jego następcą w Palatynacie Reńskim. Toczył o niego konflikt z hrabią Limburga Henrykiem I i dzięki wsparciu cesarza zdołał go opanować do 1099. Jednak konflikty z Henrykiem I i jego krewnymi Zygfryd toczył do końca swego życia. Pozostawał wiernym stronnikiem cesarskim nawet w obliczu buntu wznieconego przez syna Henryka IV, Henryka V, którego poparła zdecydowana większość książąt Rzeszy (m.in. w 1105 zapobiegł przekroczeniu przez Henryka V Renu). Po zwycięstwie Henryka V i śmierci Henryka IV został odsunięty od dworu królewskiego.
W 1109, podczas dalszych sporów z limburczykami, Zygfryd został uwięziony przez Henryka V. Kronikarz z epoki przekazał, że hrabia Limburga oskarżył go przed Henrykiem V o próbę organizacji spisku w celu wzniecenia powstania i zamordowania króla. Został zwolniony z niewoli w 1112 i pogodził się z Henrykiem V (który w międzyczasie został cesarzem) – w tym samym roku cesarz trzymał do chrztu jednego z synów Zygfryda, potwierdził także jego ponowną fundację opactwa Laach. Jednak już w tym samym roku doszło do ponownego rozłamu – tym razem z powodu roszczeń Zygfryda do dziedzictwa po rodzinie, z której pochodziła jego matka (hrabstw Weimaru i Orlamünde), które Henryk włączył do cesarskiej domeny. Zygfryda poparli możni sascy (m.in. jego szwagier Lotara z Supplinburga). Na początku marca 1113 możni wspierający Zygfryda w walce z cesarzem zebrali się w Warnstedt w pobliżu Kwedlinburga. Tam zostali zaatakowani przez cesarskie wojsko. Zygfryd odniósł liczne obrażenia, które spowodowały jego śmierć kilka dni później.

## Rodzina
Żoną Zygfryda była od 1107 Gertruda, córka margrabiego Fryzji i hrabiego Northeimu Henryka Grubego. Mieli troje dzieci:
- Zygfryd, hrabia Orlamünde,
- Wilhelm, palatyn reński,
- Adela, żona hrabiego Peilsteinu Konrada I[3].